# Naughty by Nature
Naughty by Nature este un trio american de muzică hip hop din East Orange, New Jersey compus din Treach (Anthony Criss, n. 2 decembrie 1970), Vin Rock (Vincent Brown, n. 17 septembrie 1970)și DJ Kay Gee (n. Keir Lamont Gist, 15 septembrie 1969). În anul 1996 a câștigat premiul Grammy pentru cel mai bun album rap (Poverty's Paradise).

## Legături externe
- Official site
- Naughty by Nature discography at Music City Arhivat în 13 ianuarie 2013, la Archive.is
- Naughty by Nature at Allmusic
- Naughty By Nature at Twitter.com